# Heusweiler
Heusweiler – miejscowość i gmina w zachodnich Niemczech, w kraju związkowym Saara, w związku regionalnym Saarbrücken.

## Współpraca
Miejscowości partnerskie:
- Markneukirchen, Saksonia
- Orvault, Francja